# Cappel (Moselle)
Cappel település Franciaországban, Moselle megyében. Lakosainak száma 679 fő (2022. január 1.). Cappel Barst, Biding, Farschviller, Guenviller, Hoste, Loupershouse és Seingbouse községekkel határos.

## Népesség
A település népességének változása:
| Lakosok száma | 491  | 533  | 714  | 671  | 691  | 695  | 701  | 685  | 677  | 679  |
|               | 1968 | 1982 | 1990 | 2006 | 2013 | 2015 | 2017 | 2019 | 2020 | 2022 |